# رايموند راديجيه
رايموند راديجيه (بالفرنسية: Raymond Radiguet)‏ كاتب فرنسي ولد في 18 يونيو 1903 بسان-مور-دي فوسي، وتوفي في 12 ديسمبر 1923 بباريس بفرنسا. كتب روايتين نالوا نجاحاً نقدي وشعبي كبيراً. الأولي : الشيطان في الجسد ، والثانية : حفلة الكونت دي أورجيل ، تم نشرهم بعدما وصل للعشرينات.
هو الأكبر لسبعة أشقائه وابن الفنان موريس راديجيه (1866-1941).

## سيرته الذاتية

### سنواته الأولي
الأكبر لسبعة أخوات ، رايموند راديجيه هو ابن الفنان موريس راديجيه (1866-1941) ، وجان ماري لويس تورنييه (1884-1958).

## روابط خارجية
- رايموند راديجيه على موقع IMDb (الإنجليزية)
- رايموند راديجيه على موقع الموسوعة البريطانية (الإنجليزية)
- رايموند راديجيه على موقع ميوزك برينز (الإنجليزية)
- رايموند راديجيه على موقع إن إن دي بي (الإنجليزية)